# سودومیریتسه و بخینی
سودومیریتسه و بخینی (به چکی: Sudoměřice u Bechyně) یک منطقهٔ مسکونی در جمهوری چک است که در منطقه تابور واقع شده‌است. سودومیریتسه و بخینی ۲۴٫۹۱ کیلومتر مربع مساحت و ۶۵۱ نفر جمعیت دارد و ۴۳۹ متر بالاتر از سطح دریا واقع شده‌است.